# تپه شور
تپه شور مربوط به عصر آهن است و در شهرستان ایجرود، بخش مرکز ی، دهستان گلابر، ۱۳۳۰ متری جنوب روستای جوقین واقع شده و این اثر در تاریخ ۱۵ دی ۱۳۸۷ با شمارهٔ ثبت ۲۴۰۸۴ به‌عنوان یکی از آثار ملی ایران به ثبت رسیده است.